# Rhuma divergens
Rhuma divergens là một loài bướm đêm thuộc họ Geometridae. Nó được tìm thấy ở Úc.